# Treinramp bij Weesp

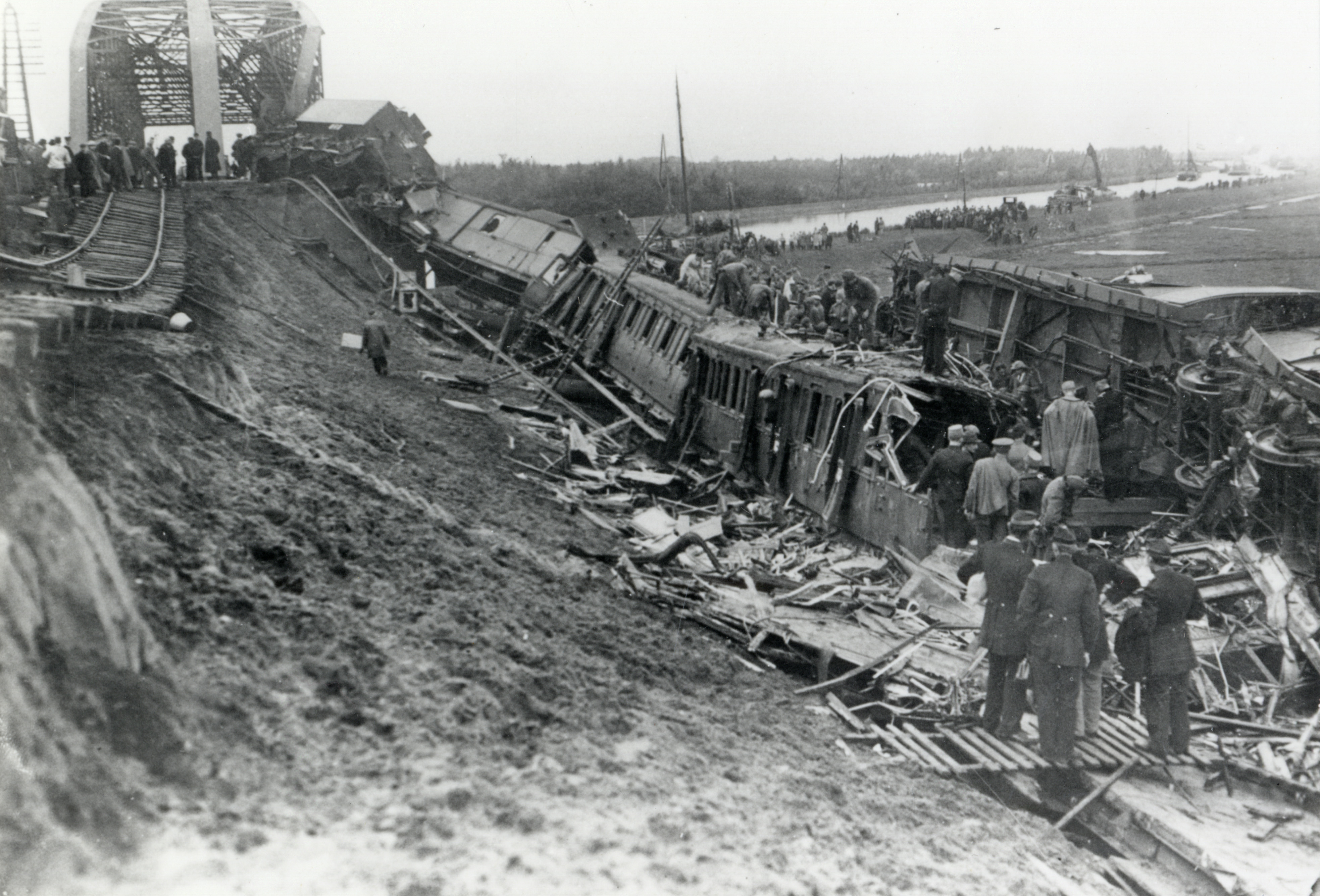
Ravage na de treinramp te Weesp op 13 september 1918.

Op vrijdag 13 september 1918 vond nabij Weesp een groot spoorwegongeval plaats. Met 41 doden en 42 gewonden was dit de grootste treinramp in de Nederlandse geschiedenis tot 1962, toen de treinramp bij Harmelen plaatsvond.
De sneltrein 102 van Amersfoort naar Amsterdam ontspoorde nabij de spoorbrug over het Merwedekanaal bij Weesp en zakte vanaf het talud omlaag. Diverse houten rijtuigen werden versplinterd, waardoor er in deze rijtuigen veel slachtoffers vielen.

## Geschiedenis

### Samenstelling

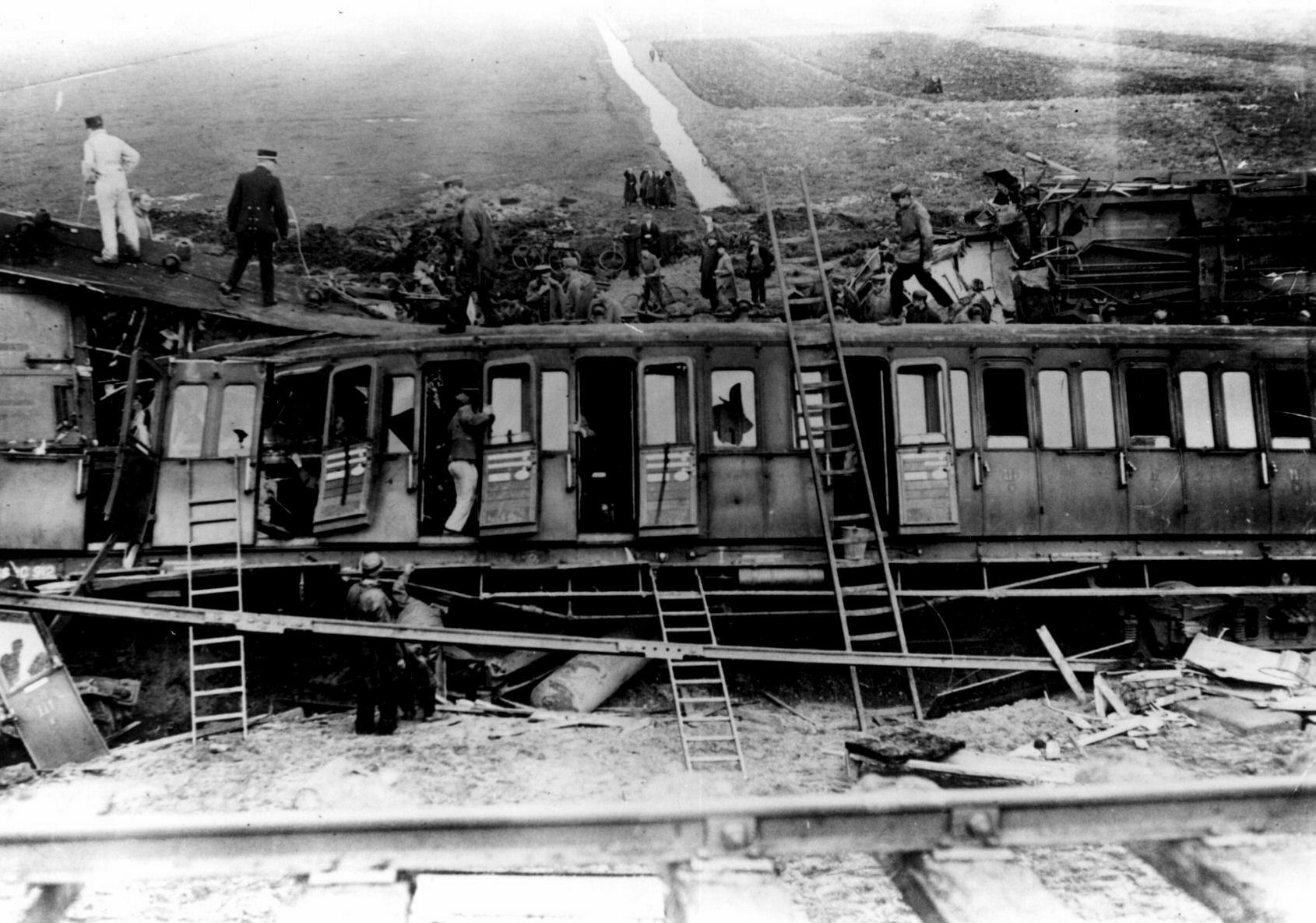
Een van de beschadigde rijtuigen

De trein was in Amersfoort samengesteld uit twee delen, de voorste rijtuigen kwamen uit Zwolle, de achterste uit Enschede. In Hilversum werd nog een rijtuig aangehaakt. De trein bestond uit locomotief HSM 520 en elf rijtuigen, waarvan de eerste vier van de SS en de rest van de HSM was. De vertrektijd was 9.46 uur uit Amersfoort en 10.10 uur uit Hilversum, volgens de dienstregeling had de trein om 10.40 uur in Amsterdam moeten aankomen.

### Het ongeval
Bij het oprijden van de helling van het station Weesp naar de brug over het Merwedekanaal (later Amsterdam-Rijnkanaal genoemd) verzakte de dijk over een lengte van 90 meter. Dit bleek het gevolg te zijn van de overvloedige regen van de voorgaande tijd en de slechte staat waarin de spoordijk verkeerde. Op het moment van de verzakking was de locomotief al op de brug en hij bleef hangen in het ijzerwerk van de brugconstructie. De loc en de tender kantelden naar rechts. De tender bleef liggen op het landhoofd, een bagagewagen daarachter kwam tegen het landhoofd tot stilstand. De volgende drie rijtuigen zakten van het talud af en schoven in en op elkaar. De houten bovenbouw werd grotendeels versplinterd, waardoor hier de meeste doden en gewonden vielen. Het derde rijtuig werd bovendien bedolven door een daarachter rijdende bagagewagen en een postrijtuig, die door de snelheid gedeeltelijk naast de voorgaande rijtuigen terechtkwamen. Het rijtuig achter het postrijtuig kwam schuin vanaf het talud omlaag te hangen, maar was nauwelijks beschadigd. De laatste rijtuigen van de trein ontspoorden wel, maar bleven op de spoorbaan staan.

### Hulpverlening

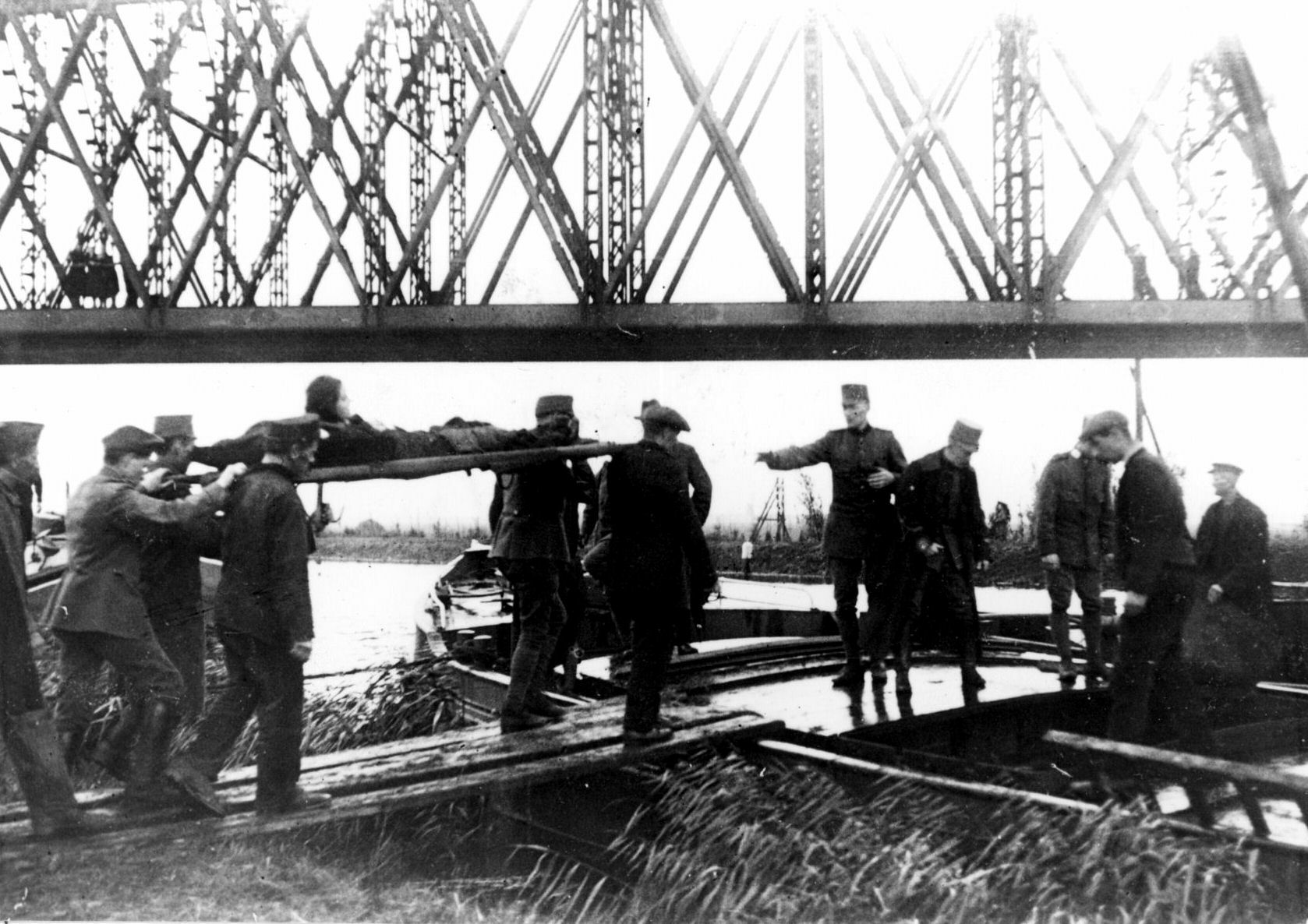
Hulpverlening

Het ongeval gebeurde om 10.25 uur. Twee minuten tevoren was nog een trein van Amsterdam naar Hilversum gepasseerd. De stationschef van Weesp sloeg om 10.45 uur alarm. Een in de trein toevallig aanwezige chirurg verleende de eerste hulp, spoedig geassisteerd door twee toegesnelde artsen uit Weesp. Ook vier nonnen verleenden hulp. Ook militairen die toevallig in de buurt waren kwamen te hulp. Onder het spoorwegpersoneel waren geen slachtoffers gevallen, ook zij verleenden hulp kort na de ramp.
Om 11.40 uur arriveerde de eerste hulptrein uit Naarden-Bussum, vervolgens kwamen ook ongevallenwagens en rijtuigen voor gewondenvervoer uit Amsterdam, daarna ook nog een Rode Kruistrein. Om 12.40 uur konden de eerste gewonden en de niet-gewonden naar Amsterdam vertrekken. Ongeveer twee en een half uur na de ramp kwamen omstreeks 13.00 uur de eerste gewonden met een hulptrein aan bij het Amsterdamse Muiderpoortstation en gingen naar het Onze Lieve Vrouwe Gasthuis. Ook twee op het Merwedekanaal passerende schepen werden aangehouden en vervoerden gewonden naar het Binnengasthuis te Amsterdam. Om 13.30 uur vertrok een sleepboot met twee schepen en 36 gewonden naar Amsterdam, een half uur later een schip met 32 lijken. Om 16.00 uur kwam het schip bij het Wilhelmina Gasthuis aan. Een van de slachtoffers was Henri Gorter, een Nederlandse wielrenner, schaatser en schaatsenfabrikant. Hij overleed 's avonds in het Binnengasthuis.

### Treinverkeer omgeleid
De treinen tussen Amsterdam en Amersfoort werden voorlopig omgeleid via Breukelen en Utrecht, voor het forensenverkeer reden er enkele treinen van Naarden-Bussum via Hilversum en Utrecht naar Amsterdam. Zes dagen na de ramp werd het spoorverkeer over één spoor hersteld met een maximumsnelheid van 5 km/h. Na reparatie van de brug en de dijk waren op 2 december beide sporen weer volledig berijdbaar.

### Onderzoek
De dag na de ramp werd een commissie van onderzoek ingesteld onder voorzitterschap van minister Lely. Het onderzoek leidde tot de conclusie dat het zandlichaam door de langdurige regen volkomen was doorweekt. Dit werd versterkt doordat er ondoordringbare lagen waren waardoor het water niet weg kon. Bovendien was er kwelwater uit het Merwedekanaal onder de kleidijken doorgesijpeld. Het grondwaterpeil in de spoordijk was daardoor gestegen tot boven het maaiveld. Als gevolg van het passeren van de trein raakte het zandlichaam in trilling en de min of meer vloeibaar geworden dijk bezweek en schoof opzij.
Het ongeluk te Weesp gaf aanleiding tot de oprichting van het Laboratorium voor Grondmechanica aan de Technische Hogeschool te Delft.